# Aroeira-salso
Schinus molle, conhecida pelos nomes populares de aroeira-salso, aroeira-mole, aroeira-periquita, aroeira-mansa, ou pimenteira-bastarda é uma planta perene que cresce até aos 15 metros. É nativa do sul do Brasil, do Uruguai, e do nordeste da Argentina. Uma espécie similar, Schinus areira, se distribui pelo Peru, Bolívia, norte do Chile e noroeste da Argentina, sendo previamente classificada como uma variedade de S. molle.
Possui diversos usos tradicionais, de forma semelhante à aroeira-vermelha, sendo usada como condimento, fitoterápico, e no preparo de bebidas. É uma espécie bastante cultivada de forma ornamental, tendo sido introduzida em vários países, porém possui alto potencial invasivo.

## Características gerais
- Forma de vida: árvore.[4]
- Substrato: terrícola.[4] Ocorre em solos secos e arenosos, adaptando-se a terrenos de baixa fertilidade e pedregosos.[5]
- Altura: 4 - 8 metros. Tronco com 25 - 35 centímetros de diâmetro.[5]
- Ciclo de vida: Desenvolvimento rápido no campo, alcançando 3 metros aos 2 anos.[5]
- Informações ecológicas: perenifólia, heliófita. Suporta sombreamento mediano. Altamente tolerante à seca e resistente à geada. Encontrada na beira de córregos e matas, e em áreas de campo, apresentando baixa frequência em todos os locais.[5]
- Fenologia: floresce de agosto a novembro, com maturação dos frutos de dezembro a janeiro. Os frutos permanecem na árvore até fevereiro e março.[5]

## Ocorrência
- Ocorrências confirmadas no Paraná, Rio Grande do Sul e Santa Catarina.[4] Há, porém, relatos de sua ocorrência desde Minas Gerais.[5]

- Domínios fitogeográficos: Mata Atlântica, Pampa.[4]

- Tipo de vegetação: Área Antrópica, Floresta Estacional Semidecidual, Floresta Ombrófila (Floresta Pluvial), Floresta Ombrófila Mista.

## Cultivo
- Tipo de plantio: semeadura.

- Obtenção de sementes: os frutos maduros devem ser colhidos diretamente da árvore e separados manualmente dos pedúnculos. Devem secar ao sol e ter o pericarpo retirado manualmente. Os frutos também podem ser semeados diretamente sem a separação das sementes. Para cada quilo, há cerca de 29.200 sementes.[5]

- Armazenamento: as sementes se mantém viáveis por até um ano, se armazenadas em local seco.[5]

- Produção de mudas: não há necessidade de tratamento prévio para a realização da semeadura. As sementes devem ser semeadas em canteiro semi-sombreado com substrato de solo arenoso. Devem ser cobertas apenas levemente com terra peneirada.[5] Para o plantio é desejável uma descompactação do solo o que ajuda no desenvolvimento das raízes. Enquanto recém plantada é necessária rega constante.[6] A germinação acontece entre 30 e 40 dias. O plantio definitivo pode ser iniciado quando as mudas atingirem 25-40 cm.

- Taxa de germinação: 50%[5]

Aprecia locais de sol pleno, mas também tolera sombra parcial de árvores de porte maior. O solo não necessita de grandes intervenções, por ser nativa já está em seu ambiente natural. Adicione matéria orgânica no solo. A aroeira não tolera solos encharcados.

## Usos
A madeira, dura e pouco elástica, é utilizada para a confecção de mourões, esteios e trabalhos de torno. A casca é utilizada para curtir couro e o córtex produz uma resina impregnada de terebintina. Também é utilizada como árvore ornamental, empregada amplamente na arborização de ruas e no paisagismo em geral. Pode ser empregada em reflorestamentos heterogêneos com fins ecológicos. Sua flores são melíferas.